# Dialeurodes emarginata
Dialeurodes emarginata là một loài côn trùng cánh nửa trong họ Aleyrodidae, phân họ Aleyrodinae.
Dialeurodes emarginata được Mound miêu tả khoa học đầu tiên năm 1965.